# Ludwig Kusche
Ludwig Kusche (* 31. März 1901 in Mainz; † 5. September 1982 in München) war ein Solopianist, Kammermusiker, Liedbegleiter, Dirigent, Komponist und Schriftsteller und Mitgestalter von Hörfunksendungen.

## Leben
Kusche, Sohn eines Privatgelehrten, war ein Schüler von Hermann Wolfgang von Waltershausen. Nach seinem Musikstudium wurde er 1925 an die Münchner Kammeroper verpflichtet, wo er als musikalischer Leiter und Pianist tätig war. 1930 gründete Ludwig Kusche zusammen mit Peter Paul Althaus und Wolfgang von Weber in München das literarische Kabarett Der Zwiebelfisch.
Zum 1. April 1933 trat er der NSDAP bei (Mitgliedsnummer 1.664.696). Im selben Jahr begann er eine Tätigkeit als freischaffender Film- und Rundfunkkomponist. Neben Hörspielmusiken schrieb er in der Zeit des Nationalsozialismus verschiedene systemkonforme Kompositionen und leitete Rundfunksendungen im Sinne des Regimes, darunter 1938/39 die Sendung Eine Saat bricht auf. Hitlerjungen finden ein Lied, er schrieb die Musik zur Sendung Nürnberg. Ein festlicher Aufklang zum Reichsparteitag 1939, die am 30. August 1939 gebracht wurde, kurz bevor der geplante Reichsparteitag wegen des deutschen Überfalls auf Polen abgesagt wurde. Ferner schrieb er 1942 die Musik zum Militärfilm Melder durch Beton und Stahl, sowie für die Kurzfilme Weltraumschiff I startet und Germanen gegen Pharaonen. Kusche stand 1944 in der Gottbegnadeten-Liste des Reichsministeriums für Volksaufklärung und Propaganda.
In der Nachkriegszeit begann er 1950 beim Bayerischen Rundfunk mit der Sendung Das Musikaleum, die später auch von anderen Sendern und 1956 vom Fernsehen übernommen wurde. Diese Sendung war als eine unterhaltsame Einführung in die Musik- und Kulturgeschichte gestaltet. Kusche schrieb zunächst nur die Manuskripte für das Musikaleum, sprach aber später auch die Texte selbst und spielte die Beispiele am Klavier.
Eine später erscheinende musikalische Sprechplattenreihe Fröhliche Musikgeschichte von und mit Kusche folgte dem Konzept der Rundfunksendungen.
Zu seinen Kompositionen gehören Vertonungen von Gedichten seines Freundes Peter Paul Althaus.
1966 erhielt Ludwig Kusche den Schwabinger Kunstpreis und 1981 wurde er von den Münchner Turmschreibern mit dem Bayerischen Poetentaler ausgezeichnet.

## Werke

### Kompositionen
- Bearbeitung von Mozarts Opernfragment Der betrogene Bräutigam (1928)
- Schwefel, Baumöl und Zichorie oder Die drei gefühlvollen Gewürzkrämer, Lustspiel mit Gesang nach Nestroy (München 1934)
- Der Zauber der Stimme, groteske Komödie (Köln 1936)
- ferner Orchesterwerke, wie die Tanzsymphonie Herzdame (München 1937), Kammermusik, Klavierstücke, Lieder und eine Chorballade mit Orchester.[1]

### Schriften
- Karl Ganzer, Ludwig Kusche, Vierhändig, 1954
- Ludwig Kusche, Jürgen Dieter Waidelich, Musik und Theater in Bayern, 1955
- Zweihundert Jahre Liebe zu Mozart, 1956
- Robert Schumann, Ludwig Kusche, der Dichter spricht, 1956
- Der nachdenkliche Musikant, 1958
- Heimliche Aufforderung zu Richard Strauß, 1959
- Frédéric Chopin, 1960
- Musik als Vergnügen und Unbehagen, 1960
- Franz Liszt, 1961
- Franz Schubert, 1962
- Musik und Musiker in Baiern, 1963
- Richard Strauss im Kulturkarussell der Zeit 1864–1964, 1964
- Stimmt denn das auch?, 1966
- Richard Wagner und die Putzmacherin, 1967
- Dr. Rieslings Umgang mit Weinen, 1967
- Auf musikalischen Schleichwegen, 1968
- Musik, 1968
- Liebe zu Mozart, 1969
- Mütter machen Musikgeschichte. Das Genie im Zwiespalt, 1972
- Frau Musica, die unverstandene Frau. Glück und Ende des 19. Jahrhunderts, 1974
- Ich hab’s erlebt, 1982

## Diskografie
- Fröhliche Musikgeschichte von und mit Ludwig Kusche – Joseph Haydn, Bertelsmann 11 368
- Fröhliche Musikgeschichte von und mit Ludwig Kusche – Salonmusik für Höhere Töchter, Ariola 1961
- Fröhliche Musikgeschichte von und mit Ludwig Kusche – Franz Schubert, ein melodisches Wunder, Ariola 1962